# Códice Durán

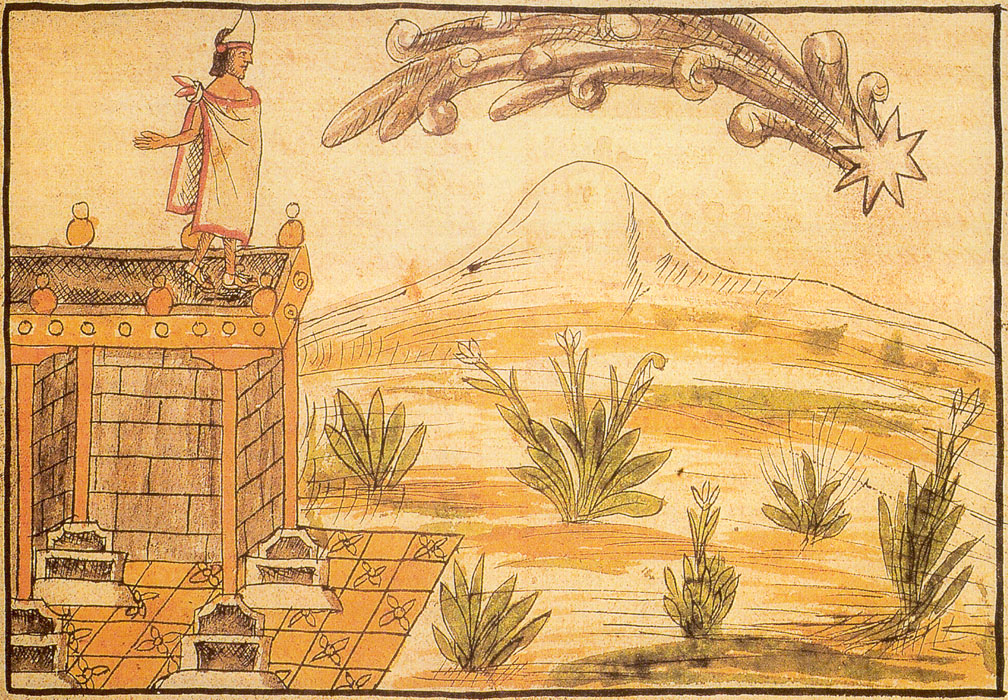
Moctezuma Xocoyotzin mira el paso de un cometa. Imagen del Códice Durán, capítulo LXIII. De acuerdo con Durán, el cometa fue interpretado por el tlatoani como una señal, pero los agoreros mexicas no supieron decir de qué. Moctezuma consultó entonces a Nezahualpilli de Tetzcuco y éste le dijo que se trataba de una señal de la ruina de México-Tenochtitlan.

El Códice Durán o Historia de las Indias de Nueva España e Islas de Tierra Firme es un manuscrito novohispano realizado en la segunda mitad del siglo XVI por el fraile dominico Diego Durán. Pertenece a la colección de la Biblioteca Nacional de España.

## Temática
La Historia de las Indias es un texto que aborda la historia antigua de los mexicas. A lo largo del texto aparecen numerosas referencias a otros textos anteriores, parece evidente que alguna de esas fuentes era un documento relacionado con la Crónica Mexicáyotl de Hernando de Alvarado Tezozómoc, con la que comparte no sólo la temática, también parte de la información. Este documento hipotético y perdido ha sido llamado Crónica X.

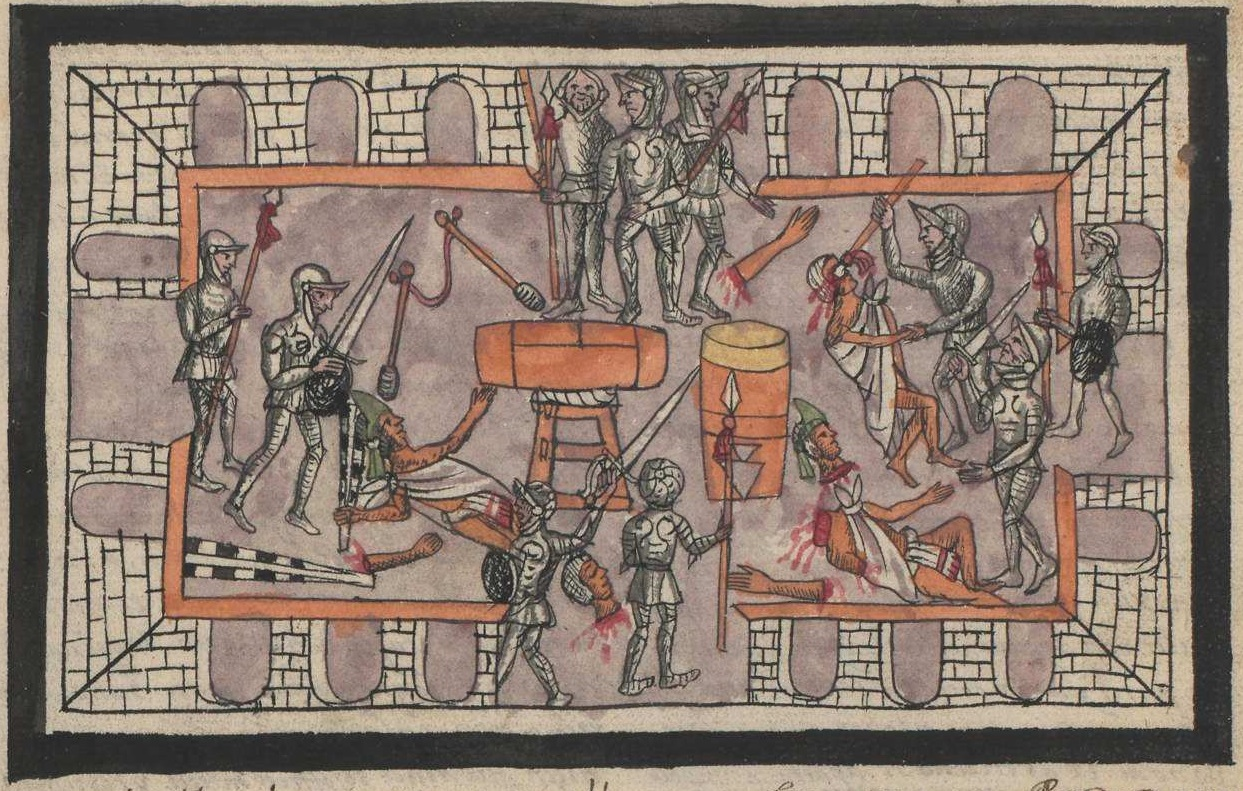
Imagen del Códice Durán donde se logra ver la matanza de Tóxcatl (entre 1521 y 1530).

El Códice Durán abarca la historia de los mexicas desde su salida de Chicomóztoc hasta su derrota frente a los españoles. En las páginas del manuscrito, Durán incluye numerosas anécdotas y es extremadamente detallista. El carácter de los personajes de la historia mexica recibe un tratamiento particular que tiene como propósito exponer las causas de la grandeza y la ruina de México-Tenochtitlan. Dicho tratamiento intencional se diferencia del que reciben los mismos personajes en la Crónica Mexicáyotl. Por poner un ejemplo, Tlacaélel parece ser mucho más importante en el desarrollo del poderío mexica en Durán que en Tezozómoc.
En todo caso, ambas obras -y por tanto la 'Crónica X' de la que proceden- representan la versión historiográfica de la alta nobleza mexica, y deben pues considerarse como la historia oficial del imperio tenochca, con un alto componente propagandístico.